# 32 Pomona
A 32 Pomona a Naprendszer kisbolygóövében található aszteroida. Hermann Mayer Salomon Goldschmidt fedezte fel 1854. október 26-án.